# Монастир (річка)
Монастир — річка в Україні, у Хустському районі Закарпатської області, ліва притока Тереблі (басейн Дунаю).

## Опис
Довжина річки приблизно 5 км. Формується з багатьох безіменних струмків.

## Розташування
Бере початок на південних схилах гірської вершини Чертеж. Тече переважно на південний захід і на південно-східній околиці села Забрідь впадає у річку Тереблю, праву притоку Тиси.

## Цікавий факт
- Над річкою розташований жіночий монастир Святого Архангела Михаїла[2].